# Ólavsøka
L'Ólavsøka [ˈɔulavs.øka] és la festa estival més important de les illes Fèroe. També se la considera la festa nacional de l'arxipèlag, juntament amb el Dia de la Bandera (Flaggdagur), que se celebra el 25 d'abril. Malgrat l''Ólavsøka se celebra durant diversos dies, el dia central és el 29 de juliol, dia de Sant Olaf. També és el dia en què el Parlament de les Illes Feroes, el Løgting, obre la sessió anual.
El significat literal d'Ólavsøka és "vetlla de Sant Olaf" (vigília sancti Olavi en llatí), en memòria de la mort de Sant Olaf a la batalla de Stiklestad de l'any 1030. Es tracta d'una festivitat antiga, ja que la Carta de les ovelles del 1298 ja l'esmenta. Com altres festes feroeses, la vøka ("vigília" en feroès) comença la tarda anterior, així que l'Ólavsøka s'inicia sempre el 28 de juliol.
L'Ólavsøka és el dia de l'any en què molts feroesos abarroten la capital Tórshavn, on s'hi celebren les finals de les competicions de rem (Havnarbáturin), el que és una de les cites més importants de l'esport feroès. A més, hi ha exposicions d'art, teatre, música folk i dansa faroesa.
La forma de saludar durant l'Ólavsøka en feroès és Góða Ólavsøku! (Bona vetlla de Sant Olaf!).